# Caravan and the New Symphonia
 Caravan and the New Symphonia  is het zesde album van de Britse progressieve rockband Caravan. Caravan is een van de centrale bands binnen de Canterbury-scene.

## Tracklist
1. Introduction - 6:04 (Simon Jeffes)
2. Mirror For The Day - 4:45 (Pye Hastings)
3. The Love In Your Eye - 12:23 (Pye Hastings)
4. Virgin On The Ridiculous - 7:55 (Pye Hastings)
5. For Richard - 15:00 (David Sinclair)

Bonus tracks op de heruitgebrachte cd in 2001:
1. Introduction By Alan Black - 1:01
2. Memory Lain, Hugh / Headloss - 9:57 (Pye Hastings)
3. The Dog, The Dog He's At It Again - 6:35 (Pye Hastings)
4. Hoedown - 3:55 (Pye Hastings)
5. A Hunting We Shall Go (suite) - 10:33 (Pye Hastings)

## Bezetting
- Pye Hastings, zang, gitaar
- Richard Coughlan, drums
- David Sinclair, orgel, piano
- John G Perry, basgitaar
- Geoff Richardson, altviool

Met medewerking van
- Jimmy Hastings (dwarsfluit)
- The New Symphonia met:
  - Martyn Ford (dirigent)
  - Simon Jeffes (arrangeur)
  - Godfrey Salmon (viool)
  - Gavin Wright (viool)
  - Chris Laurence (contrabas)
  - Morris Pert (percussie)]
  - Liza Strike (achtergrondzang)
  - Vicky Brown (achtergrondzang)
  - Tony Burrows (achtergrondzang) + nog meer